# Trhypochthoniellus ramosus
Trhypochthoniellus ramosus är en kvalsterart som beskrevs av Hammer 1982. Trhypochthoniellus ramosus ingår i släktet Trhypochthoniellus och familjen Trhypochthoniidae. Inga underarter finns listade i Catalogue of Life.